# Microdocodon
Microdocodon is een geslacht van uitgestorven zoogdieren uit de Docodonta uit het Laat-Jura van oostelijk Azië. Het bevat slechts als enige soort Microdocodon gracilis, bekend van de Daohugou-locatie. Uniek is het behoud van het tongbeen, dat vrijwel onbekend is bij de vroege fossielen van zoogdieren.

## Fossiele vondst
Microdocodon is bekend van een gefossiliseerd skelet dat werd gevonden in de Tiaojishan-formatie in de Volksrepubliek China en een ouderdom heeft van ongeveer 165 miljoen jaar. Meerdere verwanten zijn uit deze formatie bekend.

## Kenmerken
Microdocodon was ongeveer negen gram zwaar en had het formaat van een spitsmuis. Het was een behendige boombewonende insectivoor. Microdocodon had een flexibel tongbeen, dat bij zoogdieren ondersteuning geeft bij kauwen en zuigen. Bij oudere zoogdierachtigen is het tongbeen nog stijf en Microdocodon is de oudst bekende vorm met een flexibel en daarmee zoogdierachtig tongbeen.

## Anatomie
De soort is opmerkelijk omdat het inzicht geeft in de evolutie van het vermogen om te kauwen en te zuigen bij vroege verwanten van zoogdieren, door het behoud van een bijna intact tongbeen in de keel. Dit bot is belangrijk bij zoogdieren omdat het hen in staat stelt te zuigen en hun tong met precisie te bewegen. De complexiteit van de structuur bij Microdocodon suggereert dat kauwen en zuigen evolueerden vóór de voorlopers van de Mammalia, de zoogdiervormen, maar na hun afsplitsing met de vroegere cynodonten. Dit ondersteunt eerdere conclusies dat een belangrijk kenmerk dat kroonzoogdieren (Mammalia) onderscheidt van de mammalia-vormen de evolutie van het middenoor is, en de manier waarop het zich losmaakte van zijn eerdere positie in de onderkaak.
Microdocodon is een bijzonder klein vroeg zoogdier, waarvan gedacht wordt dat het een spitsmuisachtige insectivoor was met een gewicht van ongeveer 9 gram. Het was waarschijnlijk in staat om in bomen te klimmen en te leven. Microdocodon leefde in dezelfde tijd als de semi-aquatische Castorocauda, de ondergrondse zoogdiervorm Docofossor en de boombewonende Agilodocodon, allemaal bekend van de Yanliao Biota.